# Doktorka Kellerová
Doktorka Kellerová je český dramatický televizní seriál, premiérově vysílaný v letech 2016–2017 na TV Barrandov. Celkově vzniklo dvacet dílů ve dvou řadách. Jedná se o spin-off seriálu Stopy života. Pilotní díl byl uveden v červenci 2016, první řada byla vysílána od konce srpna téhož roku.

## Příběh
Psychiatrička Lýdie Kellerová se přestěhovala do Prahy a začala vykonávat praxi soudní znalkyně. Spolupracuje tak s policií a se soudy na komplikovaných případech.

## Obsazení
- Miroslav Etzler jako Drábek (1. řada, jako host ve 2. řadě)
- Kateřina Brožová jako Lýdie Kellerová
- Jan Šťastný jako Petr Janeček
- Marek Vašut jako Martin Keller
- Kamil Halbich jako Jan Blažek (2. řada, jako host v 1. řadě)
- Alena Mihulová jako Jana Ochotská (2. řada)